# Владимир Зеленбаба
Владимир Зеленбаба (серб. Владимир Зеленбаба; нар. 6 лютого 1982, Книн, СФРЮ) — сербський футболіст, захисник.

## Життєпис
Футбольну кар'єру розпочав у клубах Першої ліги чемпіонату Сербії «Желєзнічар» (Белград), «Хайдук» (Белград), «Раднички» (Пирот) та «Інджія». У січні 2007 року проходив збори в Туреччині разом з луганською «Зорею», за підсумками якого підписав півторарічний контракт з клубом. Дебютував у футболці «Зорі» 11 березня 2007 року в переможному (1:0) домашньому поєдинку 18-о туру Вищої ліги проти львівських «Карпат». Владимир вийшов на поле на 77-й хвилині, замінивши Георгія Челідзе. У сезоні 2006/07 років у чемпіонаті України зіграв 6 матчів. По завершенні сезону став одним з футболістів, яких луганський клуб виставив на трансфер. Незважаючи на перебування в цьому списку, на передсезонних зборах «Зорі» в Туреччині влітку 2007 року гравець виходив на поле в контрольних поєдинках луганчан. У першій частині сезону 2007/08 років зіграв 1 матч у кубку України.
У липні 2008 року підписав контракт з «Кайсаром». Дебютував за команду з Кизилорди 12 липня 2008 року в переможному (2:1) домашньому поєдинку 16-о туру Прем'єр-ліги проти усть-каменогорського «Востока». Зеленбаба вийшов на поле в стартовому складі та відіграв увесь матч. Дебютним голом за «Кайсар» відзначився 10 серпня 2008 року на 28-й хвилині переможного (2:0) домашнього поєдинку 21-о туру Прем'єр-ліги проти алматинського «Мегаспорту». Владимир вийшов на поле в стартовому складі та відіграв увесь матч. У футболці кизилординського клубу зіграв 14 матчів та відзначився 2-а голами. По завершенні сезону залишив розташування «Кайсару». Наприкінці лютого 2009 року відправився на перегляд до іншого казахського клубу, «Ордабаси», з яким згодом підписав контракт. Дебютував у футболці шимкентського клубу 14 березня 2009 року в нічийному (0:0) домашньому поєдинку 2-о туру Прем'єр-ліги проти «Жетису». Зеленбаба вийшов на поле на 63-й хвилині, замінивши Дмитра Проторчина. Єдиним голом у складі шимкентського клубу відзначився 23 червня 2009 року на 9-й хвилині переможного (1:0) домашнього поєдинку 1/8 фіналу кубку Казахстану проти павлодарського «Іртиша». Владимир вийшов на поле в стартовому складі та відіграв увесь матч, а також отримав жовту картку. У футболці «Ордабаси» зіграв 22 матчі в Прем'єр-лізі, ще 3 матчі (1 гол) провів у кубку Казахстану. У 2010 році повернувся до Сербії, де зіграв 3 матчі у футболці «Земуна». Настуного року виїхав до Азербайджану, де підписав контракт з «Кяпазом», за який зіграв 10 матчів у вищому дивізіоні чемпіонату Азербайджану.
У 2012 році виїхав до Канади, де підписав контракт з представникому Футбольного чемпіонату країни «Ватерлоо». У 2013 році команда стала переможцем регулярної частини чемпіонату, перемігши в фінальному поєдинку з рахунком 3:1 «Кінгстон». У фінальній зустрічі Зеленбаба відзначився 2-а голами. 2014 року Владимир був орендований клубом «Травнік» з Прем'єр-ліги Боснії і Герцеговини, а наступного року перейшов до ФК «Бангкок» з Ліги 1 Таїланду (другий дивізіон місцевого чемпіонату). Влітку 2016 року перейшов до «Балкан» (Мірієво).